# The Chair in the Doorway
The Chair in the Doorway è il quinto album del gruppo crossover funk metal Living Colour, uscito nel 2009 per la Megaforce Records.

## Tracce
1. Burned Bridges (Living Colour) – 3:39
2. The Chair (Living Colour, Count) – 2:10
3. Decadance (Living Colour, Milan Cimfe, Mark Stewart) – 3:25
4. Young Man (Living Colour, M. Stewart) – 2:53
5. Method (Living Colour, M. Cimfe, M. Stewart) – 4:22
6. Behind the Sun (Living Colour, Count) – 3:40
7. Bless Those (Little Annie's Prayer) * (Doug Wimbish, Annie Bandez) – 5:28
8. Hard Times (Living Colour) – 2:49
9. That's What You Taught Me (Living Colour) – 3:59
10. Out of My Mind (Living Colour, M. Stewart) – 3:44
11. Not Tomorrow (Living Colour) – 3:01
12. (4 minutes, 33 seconds of silence) ** (Living Colour) – 4:33
13. Asshole ** (Living Colour) – 2:51

* = Già presente nell'album Short and Sweet (1992) di Little Annie.

** = Traccia nascosta

## Formazione
- Corey Glover - voce
- Vernon Reid - chitarra
- Doug Wimbish - basso
- Will Calhoun - batteria

### Musicisti ospiti
- Becca DeBeauport - voce in Not Tomorrow, tastiere in That's What You Taught Me.